# Campoletis compacta
Campoletis compacta là một loài tò vò trong họ Ichneumonidae.